# Cromatóforo

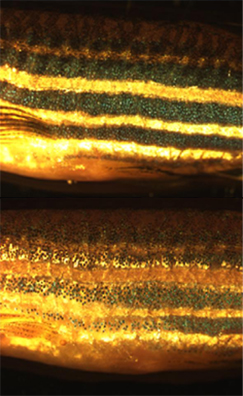
Cromatóforos de peixe-zebra que se adaptam ao aspecto do fundo em que o animal vive ao serem expostos a ambientes escuros (acima) ou claros (abaixo).

Os cromatóforos ou cromatócitos são células tegumentares especializadas, com muitas projeções citoplasmáticas, que lhe conferem aspecto dendrítico e são responsáveis por sintetizar e armazenar pigmentos. São células (ou grupos de células nalguns táxons) que contêm pigmentos no seu interior que reflectem a luz, conferindo-lhes cor. Podem ser encontradas numa ampla variedade de seres vivos como os peixes, anfíbios, répteis, crustáceos e alguns cefalópodes. O termo é também utilizado em bactérias fotossintetizadoras, diatomáceas e dinoflagelados para se referir vesículas ou plastos na célula com concentrações de pigmentos. Os mamíferos e aves, em vez de cromatóforos, possuem células chamadas melanócitos que lhes conferem cor.
Os cromatóforos são em grande medida responsáveis por gerar a cor da pele e dos olhos em animais ectotérmicos, e originam-se na crista neural durante o desenvolvimento embrionário. Os cromatóforos maduros podem ser divididos em subclasses segundo a cor que reflectem sob luz branca: xantóforos (amarelos), eritróforos (vermelhos), iridóforos (reflectivo/iridescentes), leucóforos (brancos), melanóforos (pretos/castanhos), e cianóforos (azuis).
Algumas espécies podem alterar rapidamente a cor por meio de mecanismos que translocam o pigmento e reorientam placas reflectoras nos cromatóforos. Este processo, muitas vezes utilizado como um mecanismo de camuflagem, recebe o nome mudança de cor fisiológica ou metacrose. Os cefalópodes como o polvo possuem órgãos cromatóforos complexos controlados por músculos para mudar de cor, enquanto que os vertebrados como os camaleões produzem efeitos similares por sinalização celular. Estes sinais podem ser hormonas ou neurotransmissores e podem ser induzidos por mudanças no estado de ânimo, temperatura, stress ou alterações significativas do ambiente local.
Diferentemente dos animais ectotérmicos, os mamíferos e os pássaros apresentam apenas uma classe de células cromatóforas: os melanócitos. O seu equivalente nos animais ectotérmicos, os melanóforos, são estudados atualmente em laboratórios de investigação com o objetivo de contribuir para compreender certas doenças humanas, e são utilizados como ferramenta para a descoberta e desenvolvimento de novos fármacos.

## Descoberta
Aristóteles mencionou a capacidade do polvo de alterar a cor para camuflagem e sinalização na sua Historia animalium (à cerca 400 a.C.):
Giosuè Sangiovanni foi o primeiro que descobriu as células de invertebrados que contém pigmentos dando-lhes o nome de "cromoforo" numa revista científica italiana em 1819. No entanto, actualmente cromóforo tem outro significado.
Charles Darwin descreveu a capacidade do choco de mudar de cor no seu The Voyage of the Beagle (1860):

## Classificação
O termo "cromatóforo" foi adoptado (a partir do precedente "cromóforo" utilizado pelo italiano G. Sangiovanni no século XIX) para denominar as células portadoras de pigmentos derivadas da crista neural de vertebrados de sangue frio e cefalópodes. A própria palavra deriva das palavras gregas khrōma (χρωμα) que significa "cor", e phoros (φορος) que significa "portador". Por outro lado, a própria palavra "cromatócito" é por vezes utilizada para as células responsáveis pela cor de mamíferos e aves, mas só está identificado um tipo de célula nestas classes de animais, o melanócito.
A estrutura e coloração dos cromatóforos só foi estabelecida em finais da década de 1960, período em que foi possível desenvolver um sistema de classificação com base na aparência destes cromatóforos. O sistema de classificação daquela época permanece em vigor até hoje, embora estudos recentes sobre o tema tenham posto em evidência alguns aspectos da bioquímica dos pigmentos que podem ser úteis para compreender a sua função dentro da célula.
As moléculas que produzem cor podem ser divididas em duas classes: biocromos e cores estruturais ou esquemocromos. Os biocromos apresentam pigmentos autênticos, como por exemplo os carotenóides e pteridinas. Estes pigmentos absorvem seletivamente partes do espectro visível da luz (luzes de determinados comprimentos de onda) compostos de luz branca, ao mesmo tempo que permitem que outros comprimentos de onda atinjam o olho do observador, produzindo a sensação de cor. As cores estruturais são produzidas por combinações de difracção, reflexão ou dispersão da luz quando esta incide em estruturas com uma escala de aproximadamente um quarto do comprimento de onda da luz. Muitas destas estruturas interferem em alguns comprimentos de onda (cores) da luz visível e transmitem outros, simplesmente devido à sua escala, de modo que muitas vezes produzem iridescência, gerando diferentes cores conforme a posição de onde são observadas. Muitos animais têm simultaneamente cores estruturais e cores pigmentárias (biocromos); por exemplo as penas do peru possuem melanina castanha mas também iridiscência.
Embora todos os cromatóforos contenham pigmentos ou estruturas reflectoras (excepto quando são resultado de uma mutação, como o albinismo), nem todas as células que contêm pigmentos são cromatóforos. O grupo hemo da proteína hemoglobina, por exemplo, é um biocromo responsável pela cor vermelha do sangue (apesar de a sua função ser a de transportar oxigénio). Encontra-se fundamentalmente nos eritrócitos, que são células que se formam ao longo de toda a vida na medula óssea, e não apenas durante o desenvolvimento embrionário. Portanto, os eritrócitos são células pigmentadas que não se classificam como cromatóforos porque não têm origem nas células da crista neural.

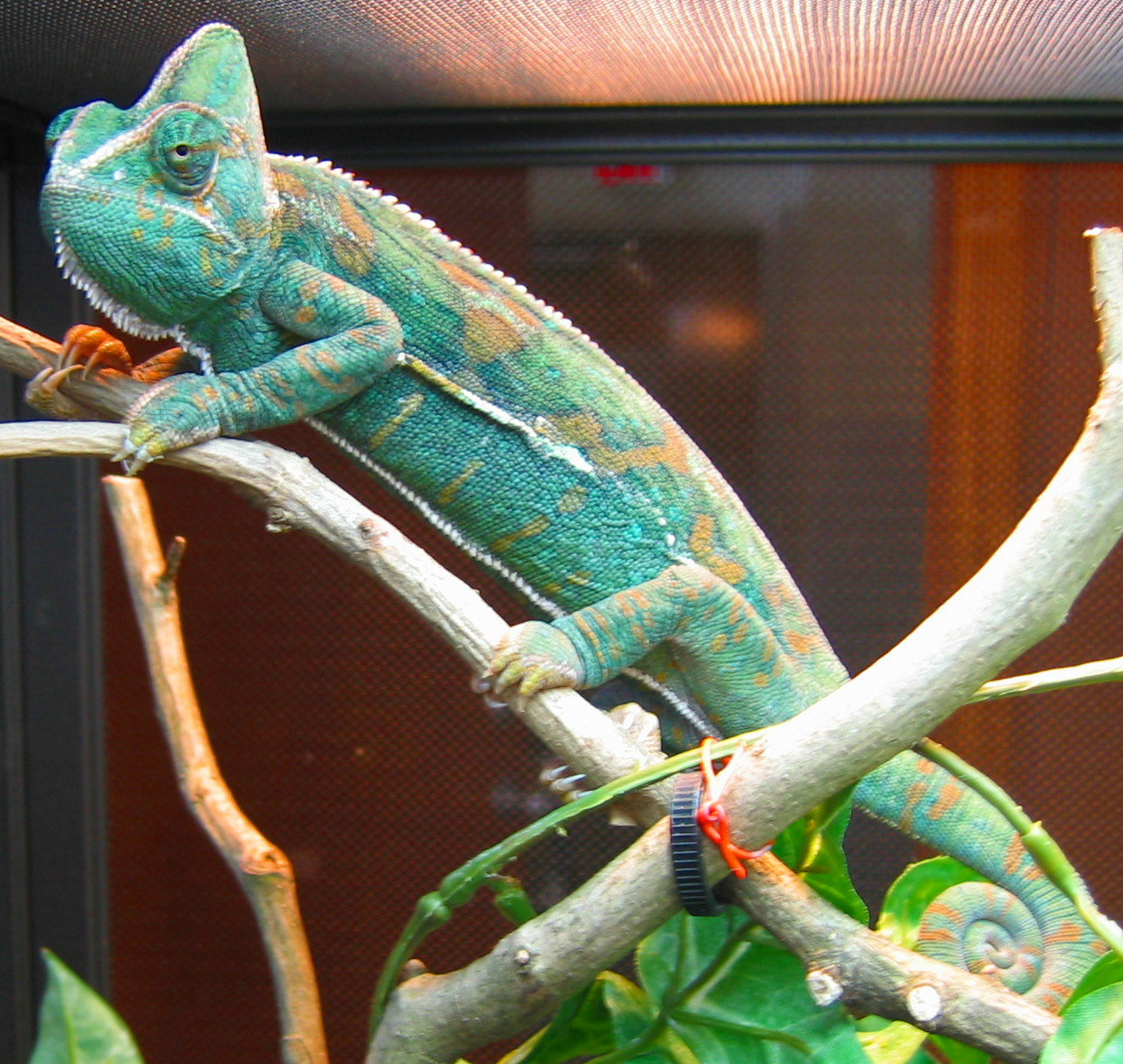
Camaleão Chamaeleo calyptratus que apresenta cores verdes e azuis estruturais geradas pela sobreposição de diferentes tipos de cromatóforos que reflectem a luz filtrada.

### Xantóforos e eritróforos
Os cromatóforos que possuem grandes quantidades de pigmentos de pteridina amarelos são denominados xantóforos; e os que são principalmente carotenoides vermelhos ou laranjas são denominados eritróforos. Em todo o caso, pode-se verificar que as vesículas que contêm estes pigmentos, pteridinas e carotenóides, podem encontrar-se dentro da mesma célula, e nesse caso a cor global depende da proporção dos pigmentos vermelhos e amarelos. Portanto, a distinção entre estes dois tipos de cromatóforos nem sempre é clara.
A maioria dos cromatóforos podem gerar pteridinas a partir da guanosina trifosfato, mas os xantóforos parecem ter vias bioquímicas suplementares que lhes permitem acumular pigmentos amarelos. Por outro lado, os carotenóides são metabolizados e transportados para os eritróforos. Isto foi demonstrado pela primeira vez com uma simples experiência, criando rãs por norma verdes com uma dieta restrita em caroteno à base de grilos. A ausência de caroteno na dieta das rãs resultou numa ausência de pigmentos de cor vermelha alaranjados do carotenóide nos seus eritróforos, provocando nas rãs uma aparência azul em vez de verde.

### Iridóforos e leucóforos
Os iridóforos, também denominados guanóforos, são pigmentos celulares que reflectem a luz utilizando placas cristalinas de quimiocromos formados a partir da guanina. Quando estas placas são iluminadas, geram cores iridescentes por causa da difracção da luz nas placas amontoadas. A orientação dos esquemocromos determina a natureza da cor observada. Ao utilizar biocromos como filtros coloridos, os iridóforos criam um efeito óptico conhecido como efeito Tyndall ou difusão de Rayleigh, produzindo cores brilhantes azuis ou verdes.
Existem outros tipos de cromatóforos relacionados, os leucóforos, que podem ser encontrados nalguns peixes, especialmente no Tapetum lucidum. Tal como os iridóforos, os leucóforos utilizam purinas (geralmente guanina) cristalizadas para reflectir a luz. Diferentemente dos iridóforos, os leucóforos apresentam cristais mais organizados que reduzem a difracção. Quando recebem luz branca, produzem um brilho branco. Tal como ocorre com os xantóforos e eritróforos, nos peixes a distinção entre iridóforos e leucóforos nem sempre é evidente, mas, no geral, considera-se que os iridóforos produzem cores metálicas ou iridescentes, enquanto que os leucóforos geram reflexos de diferentes tons brancos.

### Melanóforos

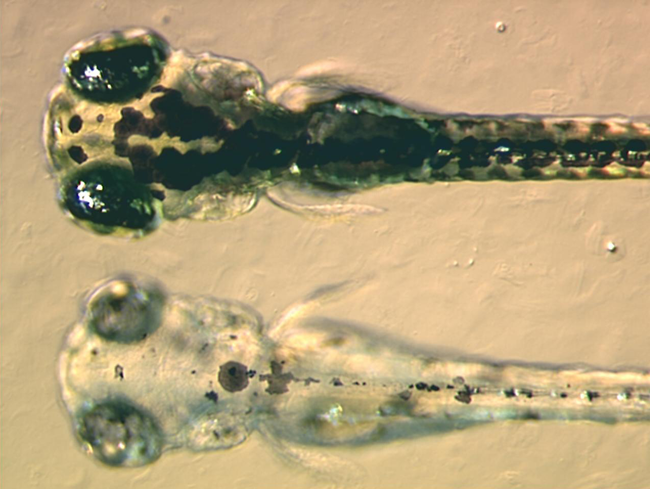
Na parte inferior um mutante imaturo para pigmentação de peixe-zebra (Danio rerio). Os embriões têm 4 dias de idade, de que se mostra acima é um embrião do tipo selvagem, o que está em baixo um mutante artificial denominado "rubio branqueado". O mutante não apresenta pigmentos negros nos seus melanóforos uma vez que não sintetiza adequadamente melanina.

Os melanóforos contêm eumelanina, um tipo de melanina de cor preta ou castanho fosco devido à sua significativa capacidade de absorção de luz. O pigmento está empaquetado em vesículas chamadas melanossomas, as quais se distribuem por todo o citoplasma celular. A eumelanina sintetiza-se a partir do aminoácido tirosina numa série de reacções de catálise químicas. É um complexo químico que contém unidades de dihidroxiindol e dihidroxiindol-2-ácido carboxílico com alguns anéis pirrólicos. A enzima clave na síntese da melanina é a tirosinase. Assim que esta proteína se torna defectiva, a melanina não pode sintetizar-se o que desemboca diversos tipos de albinismo. Nalgumas espécies de anfíbios podem observar-se outros pigmentos diferentes junto com a eumelanina, como por exemplo, foi identificado um novo pigmento de cor vermelha escura nos melanóforos de rãs filomedusinas. Posteriormente, este pigmento foi identificado como sendo pterorrodina, uma pteridina dímera que se acumula ao redor de um núcleo de eumelanina, e encontra-se também presente numa variedade de espécies de rãs arborícolas da Austrália e Papua-Nova Guiné. Embora seja provável que outras espécies menos estudadas tenham pigmentos melanóforos complexos, até ver tudo indica que a maioria dos melanóforos estudados contêm exclusivamente eumelanina.

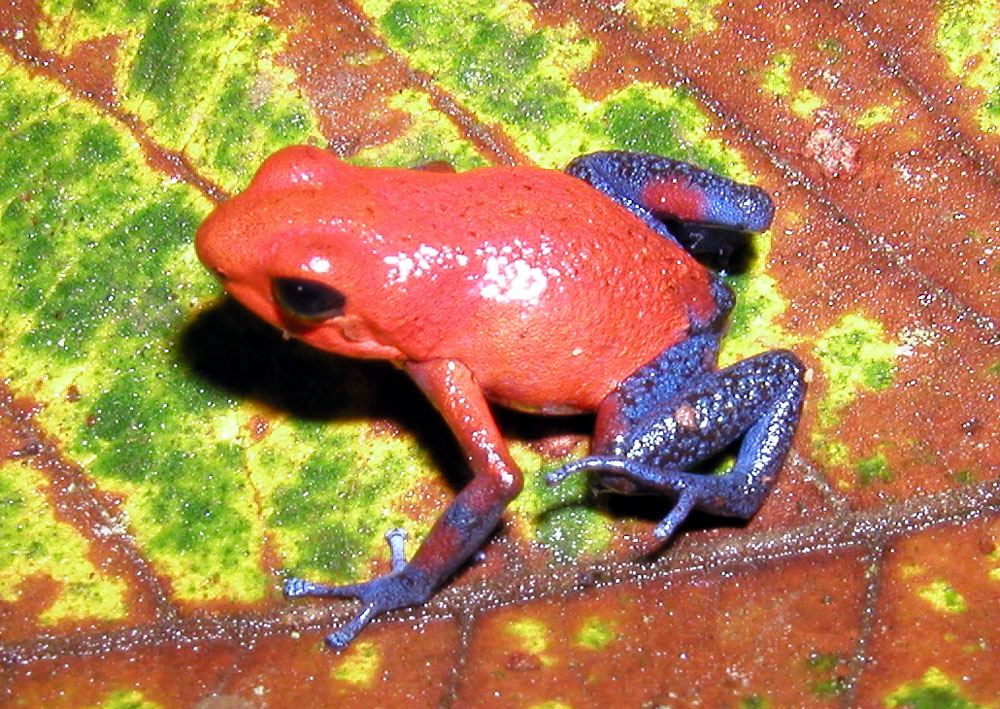
Dendrobates pumilio, um sapo venenoso. Algumas espécies possuem características cromatóficas.

Os seres humanos possuem somente uma classe de células pigmentárias, que é o equivalente nos mamíferos aos melanóforos, responsável por gerar a cor da pele, pêlos e olhos, denominada melanócito. Por esta razão e por causa do grande número de cores diferentes que apresentam, fazendo com que geralmente sejam fáceis de visualizar, estes são de longe os cromatóforos mais amplamente estudados. Não obstante isso, existem diferenças entre a biologia dos melanóforos e a dos melanócitos. Para além da eumelanina, os melanócitos podem sintetizar pigmentos de cor avermelhada ou amarelada denominados feomelaninas.

### Cianóforos
Quase todos os azuis brilhantes nos animais e plantas são gerados por coloração estrutural em vez de pigmentos. Porém, alguns tipos de peixe-mandarim (Synchiropus splendidus) possuem vesículas de biocromo de cor cião cuja estrutura química se desconhece nas células denominadas cianóforos. Apesar de parecerem incomuns pela sua limitada classe taxonómica, pode haver cianóforos (e outros tipos de cromatóforos raros) noutros peixes e anfíbios. Por exemplo, os cromatóforos de cores brilhantes, com pigmentos ainda não identificados, podem encontrar-se em rãs-dardo-venenosas e rãs-de-cristal, e foram descobertos cromatóforos dicromáticos atípicos, denominados eritro-iridóforos no peixe Pseudochromis diadema.

## Translocação do pigmento

Os melanóforos de peixes e rãs são células que podem mudar de cor dispersando ou agregando corpos que contenham pigmento.

Muitas espécies podem deslocar o pigmento dentro dos seus cromatóforos, proporcionando alteração na cor dos seus corpos. Este processo, conhecido como troca de cor fisiológica, foi estudado mais intensivamente nos melanóforos, uma vez que a melanina é o pigmento mais escuro e visível. Na maioria das espécies com uma derme relativamente fina, os melanóforos dérmicos tendem a ser planos e a cobrir uma grande superfície. Não obstante isso, nos animais com camadas dérmicas espessas, como os répteis adultos, os melanóforos dérmicos normalmente formam unidades tridimensionais com outros cromatóforos. Estas unidades de cromatóforos dérmicos (UCD ou, em inglês, DCU) são constituídos por uma camada superior de xantóforos ou eritróforos, seguida de uma camada de iridóforos, e finalmente uma camada de melanóforos.
Estes dois tipos de melanóforos são importantes no processo de alteração da cor fisiológica. Os melanóforos dérmicos planos normalmente cobrem outros cromatóforos, pelo que quando os pigmento se dispersam através da célula, a pele adquire uma aparência fosca. Do contrário, quando os pigmentos estão concentrados no centro da célula, os pigmentos dos cromatóforos que se encontram nas camadas inferiores estão expostos à luz, o que faz com que a pele adquira outras tonalidades. De modo similar, depois de a melanina se agregar em unidades de cromatóforos dérmicos (UDCs), a pele fica com aspecto esverdeado devido à filtração exercida pelos xantóforos (amarelos) da luz dispersa na camada de iridóforos. Com a difusão da melanina, a luz não se dispersa tanto e a pele torna-se escura. Tal como outros cromotóforos biocromáticos que são também capazes de deslocar pigmentos, os animais com vários tipos de cromatóforos podem gerar um conjunto espectacular de cores na sua pele ao tirar proveito do efeito divisional.

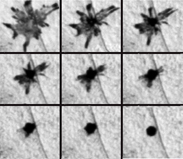
Imagem de um único melanóforo do peixe-zebra numa fotografia de longa exposição durante o processo de agregação pigmentária

O controlo e os mecanismos implicados nas rápidas translocações de pigmentos têm sido amplamente estudados em várias espécies, particularmente nos anfíbios e peixes teleósteos. Foi demonstrado que esse processo pode ser regulado pelo baixo controlo hormonal ou neuronal ou por ambos. Entre os compostos neuroquímicos que se conhecem que deslocam os pigmentos estão a noradrenalina, por meio do seu receptor na superfície dos melanóforos. As principais hormonas envolvidas na regulação da translocação parecem ser as melanocortinas, a melatonina e a hormona concentradora de melanina (MCH), as quais são produzidas principalmente na hipófise, glândula pineal e hipotálamo, respectivamente. Estas hormonas podem também ser geradas de modo parácrino por células da pele. Na superficie do melanóforo, as hormonas activam receptores acoplados à proteína G específicos que, por sua vez, transduzem o sinal ao interior da célula. As melanocortinas causam a dispersão dos pigmentos, enquanto que a melatonina e a MCH causam a sua agregação.
Foram identificados numerosos receptores de melanocortina, MCH e melatonina em determinadas espécies de peixes e rãs, incluindo um homólogo do MC1R, um receptor da melanocortina conhecido por regular o processo de coloração da pele e cabelo nos humanos. Foi demonstrado que o MC1R é necessário no peixe-zebra para a difusão de melanina. Por sua vez, no interior celular, constatou-se que o AMP cíclico (AMPc) é um importante segundo mensageiro na translocação pigmentária. Por meio de um mecanismo que ainda não é totalmente compreendido, o AMPc atua sobre outras enzimas como a proteína quinase A como a finalidade de activar motores moleculares que transportam as vesículas que contém pigmentos ao longo de microtúbulos e microfilamentos.

## Adaptação ao fundo
A maioria dos peixes, répteis e anfíbios são capazes de realizar limitadas alterações de cor fisiológicas em resposta à mudanças do ambiente em que se encontram. Este tipo de camuflagem, conhecido como adaptação ao fundo, manifesta-se normalmente com um tom ligeiramente mais escuro ou claro na pele cuja finalidade é imitar o tom do ambiente no qual o animal está localizado. O processo de adaptação ao fundo depende da visão (o animal precisa ver o aspecto do ambiente que o rodeia para adaptar-se a ele) e a translocação da melanina nos melanóforos é o principal factor na alteração da cor. Alguns animais, como os camaleões e as iguanídeos anolis, desenvolveram uma resposta de adaptação ao fundo, capaz de gerar muito rapidamente várias cores diferentes. Adaptaram a sua capacidade de mudar de cor como resposta a alterações de temperatura, estado de ânimo, níveis de stress e comportamentos sociais, e não simplesmente o imitar o aspecto do seu meio ambiente.

## Desenvolvimento

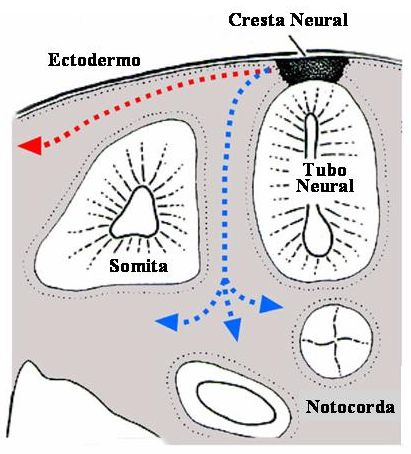
Secção transversal de um torso de vertebrado em desenvolvimento onde aparecem as vias dorsolaterais (vermelho) e ventromediais (azul) da migração dos cromatoblastos.

Durante o desenvolvimento embrionário de vertebrados, os cromatóforos pertencem a um dos tipos de células geradas na crista neural, um par de faixas de células incipientes que se originam nas margens do tubo neural. Estas células têm a capacidade de migrar a grandes distâncias, o que permite que os cromatóforos se estabeleçam em diferentes órgãos do corpo, como a pele, olhos, ouvidos e cérebro. Depois de abandonarem a crista neural em ondas, os cromatóforos apanham duas rotas possíveis: ou a rota dorsolateral através da derme, entrando no ectoderma através de pequenos orifícios na lâmina basal, ou a rota ventromedial entre os somitos e o tubo neural. Uma excepção a isto são os melanóforos do epitélio pigmentado da retina do olho, os quais não derivam da crista neural, mas de uma invaginação do tubo neural que gera a copa óptica, a qual, por sua vez, forma a retina.
Actualmente é objeto de investigação quando e como as células multipotentes precursoras dos cromatóforos, denominadas cromatoblastos se desenvolvem nos seus diversos subtipos de células-filhas. Sabe-se que nos embriões do peixe-zebra, por exemplo, cerca de 3 dias depois da fertilização cada uma das classes de células que se encontram no peixe adulto — melanóforos, xantóforos e iridóforos — já estão presentes. Estudos realizados com peixes mutantes terão demonstrado que certos factores de transcrição como o kit, sox10 e mitf são fundamentais no controlo da diferenciação dos cromatóforos. Quando estes genes são defeituosos, os cromatóforos podem estar parcialmente ou totalmente ausentes, o que dá origem a transtornos leucísticos.

## Aplicações práticas
Para além da pesquisa básica feita para obter uma melhor compreensão dos cromatóforos, têm sido procuradas diversas utilidades para estas células. Por exemplo, as larvas dos peixes-zebra são atualmente utilizadas para estudar como os cromatóforos se organizam e se comunicam para gerar com precisão o típico padrão de bandas horizontais regular que pode ser observado nos peixes adultos. Estas têm sido extremamente úteis para alcançar um sistema modelo e compreender a formação de padrões no campo da biologia evolutiva do desenvolvimento. A biologia dos cromatóforos também tem sido utilizada como modelo de certas doenças humanas, como no caso do melanoma e do albinismo. Recentemente, constatou-se que as variações de pigmentação mais claras, tanto nos seres humanos como na variedade "dourada" do peixe-zebra, deve-se a um menor número, tamanho e densidade dos melanossomas, os organelos pigmentados dos melanócitos. Tal característica está associada a um gene que codifica um permutador de catiões localizado numa membrana intracelular denominado Slc24a5. O gene ortólogo em humanos apresenta dois alelos principais, os quais diferem num único nucleótido que determina uma troca de alanina para treonina na posição 111 da proteína. O alelo ancestral que conduz a alanina foi achado em cerca de 93-100% das amostras de africanos, asiáticos do leste e populações originárias da América. Por outro lado, o alelo que transporta a treonina, que teve origem entre 6 000 e 12 000 anos atrás e que está associado à pigmentação mais clara, está presente em 98,7% - 100% das amostras colhidas das populações europeias. Portanto, as variações neste gene, que se encontra no cromossoma 15 do genoma humano, explicariam as diferenças na coloração da pele da nossa espécie.
Os cromatóforos são também utilizados como biomarcadores de cegueira em espécies de ectotérmicas, uma vez que os animais com determinados defeitos visuais são incapazes de se adaptar ao fundo de sitio iluminado onde vivem. Pensa-se que os receptores homólogos em humanos que mediam a translocação pigmentária nos melanóforos, estão implicados em processos como a perda de apetite e bronzeado solar, o que os torna possíveis alvos na busca de fármacos. Por isso, as companhias farmacêuticas desenvolveram uma ensaio biológico para identificar rapidamente potenciais compostos bioativos utilizando os melanóforos do anfíbio Xenopus laevis. Outros cientistas desenvolveram técnicas para utilizar os melanóforos como biossensores, e para a deteccão rápida de doenças (baseada no descoberta de que a toxina produzida pela bactéria Bordetella pertussis bloqueia a agregação de pigmentos nos melanóforos dos peixes). Foi ainda propostas potenciais aplicações dos cromatóforos no campo militar, no qual poderiam ser utilizados para rápidas mudanças de cor e, principalmente como um tipo de camuflagem activa, que poderia tornar objectos quase invisíveis, tal como fazem os chocos.

## Cromatóforos de cefalópodes

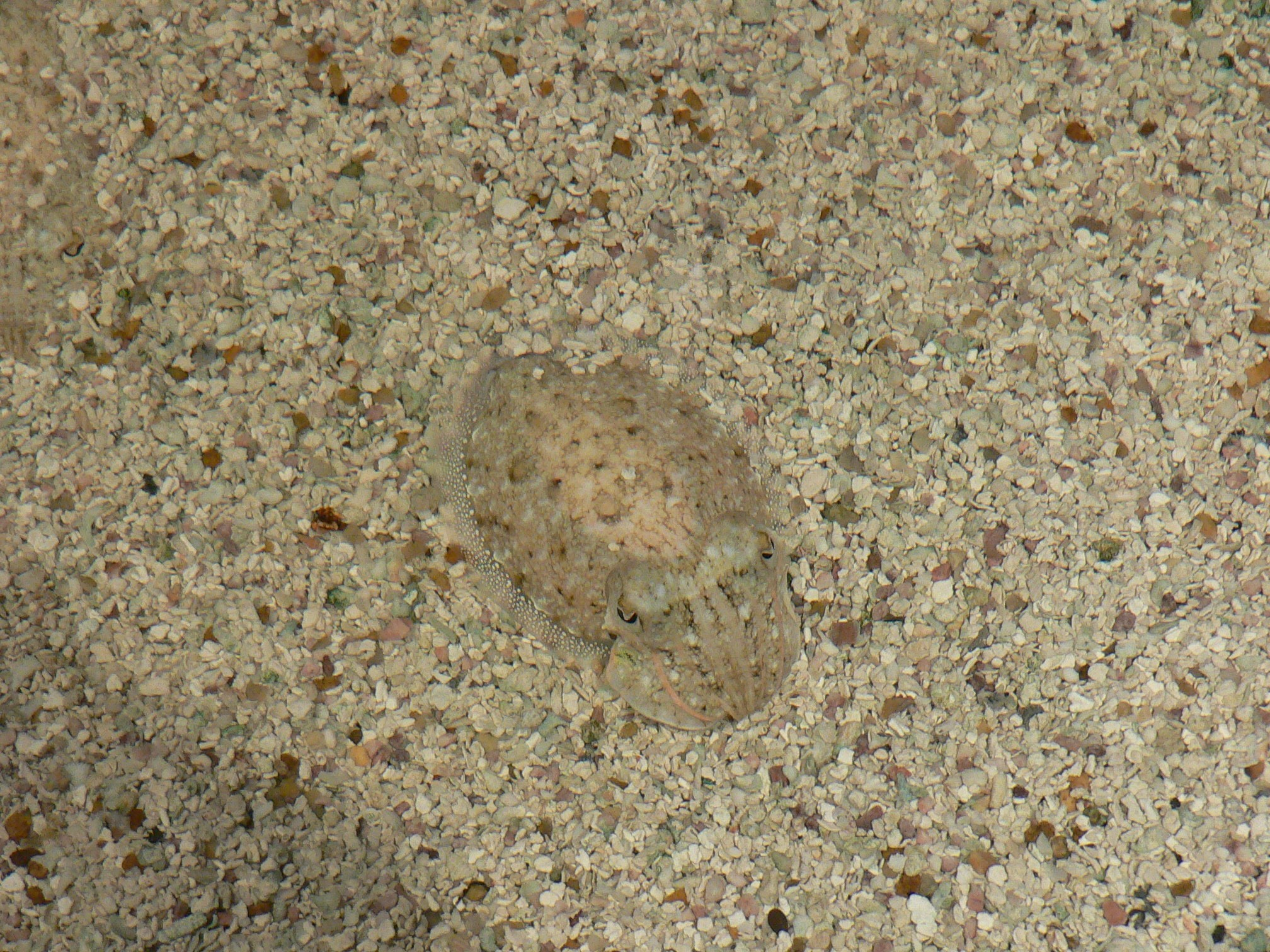
Um jovem exemplar sépia utilizando-se da sua capacidade de adaptação ao fundo para se mimetizar no ambiente local.

Os cefalópodes da subclasse dos Coleoidea (entre os quais se incluem os polvos, lulas e chocos) apresentam complexos órgãos multicelulares que utilizam para alterar a cor rapidamente, produzindo uma ampla variedade de cores brilhantes e padrões. Cada unidade cromatófora está composta por uma única célula cromatófora e numerosos músculos, nervos, células da glia, e células da bainha. No interior da célula cromatófora, os grânulos de pigmentos encontram-se fechados dentro dum saco elástico, chamado cytoelastic sacculus. Para modificar a cor, o animal distorce a forma ou tamanho do sáculo por contracção muscular, alterando o seu grau de transparência, reflectividade ou opacidade. Este mecanismo é diferente do utilizado pelos peixes, anfíbios e répteis porque a forma do sáculo altera, em vez de se produzir uma translocação de pigmentos no interior da célula. Não obstante isso, o efeito conseguido é muito parecido.
Os polvos podem fazer funcionar os seus cromatóforos em complexas exibições cromáticas em forma de ondas, que dão lugar a uma variedade de esquemas de cor que alteram rapidamente. Acredita-se que os nervos que controlam os cromatóforos situam-se no cérebro num padrão semelhante ao dos cromatóforos que controlam. Isto significa que o padrão de alteração da cor está de acordo com os padrões de activação neuronal. Isto pode explicar por que, quando os neurónios são activados uns após outros, a alteração da cor é produzida na forma de ondas. Tal como nos camaleões, os cefalópodes utilizam as alterações da cor fisiológicas como meio de interacção social. Ademais, estão também entre os que possuem maior habilidade para se adaptarem ao fundo, visto terem a capacidade de imitar tanto a cor como a textura do seu ambiente local com enorme precisão.

## Bactérias e algas
O termo cromatóforo pode também ser utilizado para se referir a certas partes coloridas de bactérias e, por vezes, de algumas algas como os dinoflagelados. Nas membranas das bactérias fototróficas encontram-se cromatóforos, utilizados essencialmente para a executar a fotossíntese e são compostos por pigmentos de bacterioclorofilas e carotenoides. Nas bactérias púrpuras, como a Rhodospirillum rubrum, as proteínas que captam a luz são proteínas intrínsecas das membranas do cromatóforo. Porém, nas bactérias verdes sulfurosas, encontram-se dispostos em complexos-antena especializados chamados clorossomas.